# José Ángel Martinchique
José Ángel Martinchique y Pasquier o Martín Chique (Alfaro, baut. 2 de octubre de 1780 - Calahorra, 24 de diciembre de 1849) fue un compositor y maestro de capilla español.

## Vida
Nació en Alfaro, en La Rioja, en 1780. Posiblemente por influencia de Francisco Secanilla, maestro de capilla en Alfaro, se educó en la escolanía de La Seo de Zaragoza bajo el magisterio de Francisco García Fajer. Posteriormente amplió sus estudios musicales en Toledo, bajo la batuta del maestro Francisco Antonio Gutiérrez.
En 1806 fue nombrado maestro de capilla de la Catedral de Tarazona, sin oposiciones. Nicolás Ledesma se educó en esta época con Martinchique en Tarazona. Durante su estancia en Tarazona, en 1809 se le ofreció el magisterio de La Seo de Zaragoza, tras el fallecimiento del Españoleto; ofrecimiento que rechazó pues «no le convenía aceptarlo». También se le ofreció el magisterio de la Catedral de Pamplona, que también rechazó. El 29 de septiembre de 1811 fue ordenado sacerdote en Tarazona.
Es posible que tras su magisterio en Tarazona pasese por la Catedral de Tudela, ya que se conservan numerosas obras suyas allí.
Tras la muerte del maestro Haykuens en 1818, Martinchique consiguió la maestría en la Catedral de Valladolid. En Valladolid se adelantó en la transición desde la música Barroca al Clasicismo, introduciendo un estilo más austero.
En 1824 consiguió la maestría de la Catedral de Calahorra y se trasladó a la ciudad. En 1826 se presentó a las oposiciones para la maestría de la Catedral de Santiago de Compostela sin éxito. En 1829 formó parte del tribunal de las oposiciones al magisterio de la iglesia de Tafalla.
En 1840 comenzó a declinar su salud. Falleció el 24 de diciembre de 1849 de una «iscuria completa» en Calahorra. Dejó testamento a favor de la Catedral, el Santo Hospital de Calahorra y de su hermana y sus tres hijas.

## Obra
En Tarazona se conservan abundantes obras de Martinchique. Entre sus composiciones «[a]bundan [...] las piezas a doble coro, así como los solos (lamentaciones, arias y recitados) con toda orquesta o a grande orquesta formada por violines, flautas, clarinetes, trompas, ‹corneta› —tal vez el nuevo instrumento de válvulas, el cornetín—, contrabajo y órgano.»
También se conservan composiciones suyas en las catedrales de Zaragoza, Santo Domingo de la Calzada, Valladolid y Segovia.